# Trichostomum zanderi
Trichostomum zanderi är en bladmossart som beskrevs av Redfearn och Benito C. Tan 1995. Trichostomum zanderi ingår i släktet lansettmossor, och familjen Pottiaceae. Inga underarter finns listade i Catalogue of Life.